# Paul G. Kirk
Paul Grattan Kirk Jr. (Newton, 18 gennaio 1938) è un avvocato e politico statunitense, diventato (grazie alla nomina effettuata dal Governatore del Massachusetts Democratico Deval Patrick) Senatore degli Stati Uniti per il Massachusetts il 24 settembre 2009 in sostituzione del Democratico Ted Kennedy (defunto il 25 agosto 2009), ma, avendo scelto di non candidarsi alle elezioni suppletive del 19 gennaio 2010, ha lasciato la carica il 4 febbraio 2010 al suo successore, il Repubblicano Scott Brown.